# Tajemství loňského léta 3
Tajemství loňského léta 3 (v anglickém originále I'll Always Know What You Did Last Summer) je americký hororový film z roku 2006, který režíroval Sylvain White. Jedná se o třetí film ze stejnojmenné série.

## Děj
Skupina mladých lidí v Coloradu zapříčiní smrt jednoho z nich a slíbí si, že se o jejich činu nikdy nezmíní. Blíží se oslava Dne nezávislosti a každý z nich začne dostávat zprávy, ve kterých je napsáno, že někdo ví, co před nedávnem provedli. Záhy je však postupně začne někdo vraždit.